# Хамхоев, Адам Ерахович
Адам Ерахович Хамхоев (24 июня 1991, Ингушетия — 21 мая 2022, в районе Северодонецка) — гвардии капитан Вооружённых сил Российской Федерации, командир десантно-штурмовой роты из 31-й отдельной гвардейской десантно-штурмовой бригады ВДВ. Герой Российской Федерации (посмертно, 27 июня 2022). Самый молодой Герой России — уроженец Ингушетии.

## Биография
Адам Ерахович Хамхоев родился 24 июня 1991 года в Ингушетии, в селе. Племянник политика Юнус-бека Евкурова, с 2019 года занимающего должность замминистра обороны РФ, в 2008—2019 гг. — глава Ингушетии. Окончил Рязанское высшее воздушно-десантное командное училище. Служил в Ульяновске в звании капитана Вооружённых сил Российской Федерации и был командиром десантно-штурмовой роты из 31-й отдельной гв. десантно-штурмовой бригады ВДВ.
Хамхоев был тяжело ранен 19 мая 2022 года во время нападения в районе Северодонецка в ходе вторжения России на Украину. По информации российской стороны, отказавшись от эвакуации, Хамхоев погиб в ночь на 21 мая 2022 года. Тело Хамхоева 22 мая планировали привезти для похорон в Карабулак. Похоронен в Ингушетии.
20 июля 2022 года Махмуд-Али Калиматов сообщил, что Адам Хамхоев был удостоен звания Героя России «за мужество и героизм, проявленные при исполнении воинского долга». По состоянию на 20 июля 2022 года Президентский указ о присвоении звания всё ещё не опубликован на портале правовой информации.

## Награды
- Герой Российской Федерации (посмертно; 27.06.2022)
- Орден Мужества (посмертно; 2022)[8]